# African Football League
L'African Football League è una competizione calcistica per squadre di club organizzata con cadenza annuale dalla Confédération Africaine de Football (CAF). 
Istituita nel 2021, è tra le competizioni calcistiche di maggior prestigio della CAF insieme alla CAF Champions League e alla CAF Confederation Cup.

## Storia
Gianni Infantino, presidente della FIFA, parlò per la prima volta del torneo durante una visita nella Repubblica Democratica del Congo per celebrare l'80º anniversario del TP Mazembe, dicendo che i 20 migliori club africani avrebbero dovuto essere selezionati e partecipare a un campionato africano. Infantino affermò che questo campionato avrebbe generato ricavi per 100 milioni di dollari, ponendosi tra i primi dieci campionati del mondo. Dopo le conferme date nel luglio 2021 dal presidente della CAF, Patrice Motsepe, sulla volontà di sviluppare il progetto sotto l'egida della CAF, la confederazione africana lanciò ufficialmente la competizione il 10 agosto 2022 in Tanzania, seppur con diversi dettagli ancora da confermare.
La CAF voleva far partire la manifestazione nell'agosto 2023, e secondo le informazioni di stampa il torneo avrebbe visto la partecipazione di 24 club, che sarebbero stati divisi in tre gironi da otto squadre, prima della fase a eliminazione diretta che sarebbe iniziata dagli ottavi di finale. Le squadre sarebbero state selezionate tra quelle con il miglior ranking negli anni precedenti, con i gironi che sarebbero stati formati su base geografica (Nord, Centro/Ovest, Sud/Est). Come parte dei criteri di selezione dei club, i club partecipanti avrebbero dovuto avere un settore giovanile e una squadra femminile.
Il 9 giugno 2023 Motsepe annunciò il cambio di nome da African Super League a African Football League. Il 13 giugno successivo Infantino comunicò che i club partecipanti sarebbero stati 8 per la prima edizione e che questa si sarebbe svolta dal 20 ottobre 2023. L'African Football League non avrebbe sostituito la CAF Champions League. La prima edizione fu ufficialmente annunciata il 29 agosto 2023, con il formato originario che sarebbe partito dall'edizione 2024-2025. Il 20 ottobre Motsepe svelò il trofeo.

## Formato
I primi dettagli del format furono annunciati durante la cerimonia di lancio nel 2022:
- La competizione avrebbe previsto 24 squadre divise in tre gironi organizzati su base geografica (Nord, Centro/Ovest, Sud/Est), quindi otto squadre per girone, con un massimo di tre squadre per nazione.
- Le squadre avrebbero rappresentato 16 nazioni, in rappresentanza di circa 1 miliardo di persone.
- La competizione avrebbe previsto 197 partite (con un massimo di 21 partite giocate dalle finaliste) e spareggi promozione/retrocessione.
- La finale avrebbe dovuto giocarsi in gara unica, destinata a diventare "il Super Bowl dell'Africa".

L'edizione inaugurale del 2023 è stata però una competizione a 8 squadre, con una sola fase ad eliminazione diretta, con tutti i turni, compresa la finale per il primo posto, con gare di andata e ritorno. Il format originario sarà usato nell'edizione 2024-2025.

## Albo d'oro
| Stagione  | Data            | Vincitrice  | Finalista        | Risultato | Sede della finale                                               | Spettatori  |
| --------- | --------------- | ----------- | ---------------- | --------- | --------------------------------------------------------------- | ----------- |
| 2023      | 5 - 12 novembre | M. Sundowns | Wydad Casablanca | 1-2 2-0   | Casablanca - Stadio Mohamed V Pretoria - Stadio Loftus Versfeld | 45000 50000 |
| 2024-2025 |                 |             |                  |           |                                                                 |             |

### Vittorie per squadra
| Squadra          | Nazione   | Vittorie | Secondi posti | Finali giocate |
| ---------------- | --------- | -------- | ------------- | -------------- |
| M. Sundowns      | Sudafrica | 1        | 0             | 1              |
| Wydad Casablanca | Marocco   | 0        | 1             | 1              |

### Vittorie per federazione
| Nazione   | Vittorie | Finali perse | Squadre vincitrici | Finali perse         |
| --------- | -------- | ------------ | ------------------ | -------------------- |
| Sudafrica | 1        | 0            | M. Sundowns (1)    |                      |
| Marocco   | 0        | 1            |                    | Wydad Casablanca (1) |